# VeriFace
VeriFace est un logiciel de reconnaissance faciale. Marque déposée de Lenovo, c'était un des premiers logiciels de reconnaissance de visage sur ordinateur personnel[réf. nécessaire].
En lieu de mot de passe, VeriFace identifie l'utilisateur en comparant des caractéristiques uniques du visage d'une personne à des photographies prises par la caméra web intégrée de 1.3 mégapixels. La version disponible de 2009 pouvait être trompée en plaçant devant l'objectif de la caméra web une photographie de cette personne, et offrait donc seulement une sécurité limitée,.
En 2014 VeriFace était inclus sur quelques portables et ultra-portables Lenovo et fonctionnait seulement sous Windows XP, Windows Vista, Windows 7, Windows 8 et leurs différentes itérations. Il n'a pas été adapté à Windows 10 pour lequel Windows Hello a été développé.